# Pędruś darniowiec
Pędruś darniowiec (Ischnopterapion virens) – gatunek chrząszcza z rodziny pędrusiowatych i podrodziny Apioninae. Zamieszkuje zachodnią część palearktycznej Eurazji oraz Afryki Północnej, a ponadto zawleczony został do nearktycznej Ameryki Północnej. Żeruje na koniczynach.

## Taksonomia
Gatunek ten opisany został po raz pierwszy w 1797 roku przez Johanna F.W. Herbsta pod nazwą Apion virens. W 1956 roku J. Győrffy umieścił go w nowym, monotypowym wówczas podrodzaju Apion (Chlorapion). Podrodzaj ów przeniesiony został do rodzaju Ischnopterapion przez Miguela Á. Alonsa-Zarazagę w 1990 roku.

## Morfologia

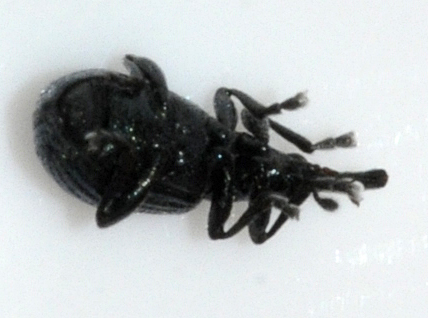
Widok od spodu

Chrząszcz o ciele długości od 1,6 do 2,6 mm. Ubarwienie ma czarne z wyraźnym metalicznym połyskiem w odcieniu zielonym, zielononiebieskim, niebieskim, a rzadko fioletowym na głowie, przedpleczu, a zwłaszcza na pokrywach. Owłosienie ciała jest bardzo skąpe i robi ono wrażenie niemal nagiego.
Głowę cechują: niewciśnięte, pozbawione rowków, prawie gładkie czoło o skąpym i zatartym punktowaniu, mocno wysklepione i wyłupiaste, nieobrzeżone od dołu promienistymi włoskami oczy oraz cienkie czułki brunatnie rozjaśnione w części dosiebnej. Ryjek samca jest lekko zakrzywiony, stosunkowo gruby, trochę krótszy niż głowa i przedplecze razem wzięte (ewentualnie tak długi jak one), aż po wierzchołek punktowany i skąpo owłosiony. Ryjek samicy jest dość silnie zakrzywiony, tak długi jak głowa i przedplecze razem wzięte lub nieco dłuższy od nich, po bokach punktowany, ale na stronie grzbietowej przez całą długość nagi, gładki i mocno połyskujący.
Przedplecze jest nieznacznie szersze niż dłuższe, o zarysie mniej więcej kwadratowym lub prostokątnym, nieprzewężone za przednią krawędzią. Powierzchnię ma rzeźbioną dość rzadkimi i niezbyt dużymi punktami, na środku rozstawionymi głównie na dystanse większe od ich średnic, oraz drobnym, takim samym jak na głowie siateczkowaniem. Dołek przedtarczkowy jest drobny i podłużny. Tarczka jest krótka, naga i niepunktowana. Pokrywy są jajowate, u podstawy dużo szersze od przedplecza. Według jednych źródeł ich długość wynosi około 1,6 ich wspólnej szerokości, a według innych nie przekracza półtorakrotności tejże. Międzyrzędy są szersze od rzędów, zaopatrzone w pojedynczy szereg włosków. Drugi rząd przeciągnięty jest zewnętrznie ku szczytowi pokrywy.
Spośród widocznych sternitów odwłoka pierwszy i drugi rozdzielone są szwem zatartym na środkowym odcinku. Genitalia samca mają płaty parameroidalne rozdzielone głębokim wcięciem pośrodkowym, płytkę tegmenalną o głębokich wcięciach nasadowym i wierzchołkowym oraz wierzchołek płata środkowego (prącia) w widoku grzbietowym przedłużony wystającą poza niego wypustką, a w widoku bocznym odgięty.

## Ekologia i występowanie
Owad rozmieszczony od nizin po góry, gdzie dochodzi do regla górnego. Zasiedla łąki, nieużytki, tereny ruderalne, pola, ogrody, trawniki, przydroża, przytorza i rowy. Zarówno larwy, jak i postacie dorosłe są monofagicznymi fitofagami żerującymi na koniczynach. Jako ich rośliny pokarmowe wymienia się koniczyny: aleksandryjską, białą, białoróżową, krwistoczerwoną, łąkową, pagórkową, pogiętą, polną, rozdętą i różnoogonkową.
Jaja samica składa na ogonkach liściowych lub łodygach rośliny. Klucie następuje zwykle po ośmiu dniach. Endofagiczne larwy żerują najpierw wewnątrz ogonków liściowych, a potem wewnątrz łodyg albo od razu w łodygach. Wydrążają przy tym długie chodniki, schodząc coraz niżej i osiągając zwykle okolice szyjki korzeniowej. Żerowanie trwa około czterech tygodni. Przepoczwarczenie następuje w dole łodygi, w komorze wydrążonej tuż pod skórką. Postacie dorosłe odżywiają się liśćmi koniczyn (foliofagia).
Gatunek pierwotnie palearktyczny. W Europie znany jest z Hiszpanii, Irlandii, Wielkiej Brytanii, Francji, Luksemburga, Holandii, Niemiec, Austrii, Włoch, Danii, Szwecji, Norwegii, Finlandii, Estonii, Łotwy, Litwy, Polski, Czech, Słowacji, Węgier, Ukrainy, Rumunii, Bułgarii, Serbii oraz europejskiej części Rosji, w Afryce Północnej z Wysp Kanaryjskich (z Gran Canarii, La Palmy i Teneryfy), Maroka i Algierii, a w Azji z syberyjskiej części Rosji i Syrii. Ponadto zawleczony został do nearktycznej Ameryki Północnej. W całej Europie Środkowej jest owadem pospolitym i jedynym przedstawicielem swojego podrodzaju.

## Znaczenie gospodarcze
Ryjkowiec ten w przypadkach masowych pojawów notowany był jako istotny szkodnik upraw koniczyn.